# Kombuis-Duits
Het Kombuis-Duits (Duits: Küchendeutsch, Engels: Namibian Black German) is een contacttaal of een pidgin, die vandaag de dag door ongeveer 15.000 bejaarden in Namibië wordt gesproken. Kombuis-Duits (of Keuken-Duits) ontstond als een vereenvoudigde vorm van het Duits voor de communicatie tussen Duitse kolonisten en de lokale bevolking in het voormalige Duits-Zuidwest-Afrika. Het Duits is een nog redelijk veel gesproken taal in Namibië na het Afrikaans, het Engels en enkele lokale talen.
Het Kombuis-Duits was dikwijls een reden waarom jonge Namibiërs Duits, de taal van hun grootouders, begonnen te leren.
Voorbeelden:
| Kombuis-Duits           | Duits                            | Nederlands                          |
| Lange nicht sehen.      | Lange nicht gesehen.             | Lang niet gezien.                   |
| Was Banane kosten?      | Was kostet eine Banane?          | Wat kost een banaan?                |
| Herr fahren nicht Haus. | Der Herr fährt nicht nach Hause. | De man (heer) rijdt niet naar huis. |
| Spät Uhr.               | Zu später Zeit.                  | Op een later tijdstip.              |
| ----------------------- | -------------------------------- | ----------------------------------- |

In het begin van de twintigste eeuw waren er pogingen om een kunstmatig vereenvoudigd Duits te ontwikkelen om in de koloniën te gebruiken. Dit werd in 1916 door Emil Schwörer gepromoot onder de naam "Kolonialdeutsch".